# Grant (Michigan)
Grant – miasto w Stanach Zjednoczonych, w stanie Michigan, w hrabstwie Newaygo.